# Zikmund Berchtold z Uherčic
Zikmund Berchtold z Uherčic, též Zikmund II. Samuel Cosinus hrabě Berchtold, německy Sigismund Berchtold (6. února 1834 Buchlovice – 19. března 1900 Brgud), byl rakouský šlechtic z rodu Berchtoldů z Uherčic a politik z Moravy, v 2. polovině 19. století poslanec Říšské rady.

## Biografie
Působil jako statkář v Buchlovicích. Jeho otcem byl hrabě Zikmund I. Berchtold z Uherčic, matkou Ludmila Vratislavová z Mitrovic. Vystudoval gymnázium a pak lesnickou školu v Aschaffenburgu a uherském Mosonmagyaróváru. 8. července 1860 se jeho manželkou stala Josefina Gabriela Trautmannsdorf-Weinsberg. Měli dceru Josefinu Ludmilu Eleonoru a syna Leopolda Antonína Josefa Berchtolda. Když zemřela jeho matka Ludmila, převzal Zikmund správu panství Buchlov a Žeravice. Zaměřoval se na chov ušlechtilých koní. Pořádal prodejní výstavy koní. Patřily mu též statky v Čechách a Uhersku. Díky tomu byl i členem uherské Sněmovny magnátů (horní nevolená komora uherského parlamentu).
Byl veřejně a politicky činný. Roku 1858 získal titul c. k. komořího a 5. června 1884 titul tajného rady. Od 25. května 1877 byl komandérem Leopoldova řádu a hlavním porotcem u krajského soudu v Uherském Hradišti. Papež mu udělil Řád svatého Řehoře Velikého.
V zemských volbách v září 1871 se stal poslancem Moravského zemského sněmu. Reprezentoval velkostatkářskou kurii, II. sbor. Na sněm se vrátil v zemských volbách v roce 1884 a mandát zde obhájil v zemských volbách v roce 1890. Na zemském sněmu zastupoval Stranu středního velkostatku.
Působil i jako poslanec Říšské rady (celostátního parlamentu Předlitavska), kam usedl ve volbách roku 1879 za velkostatkářskou kurii na Moravě. Mandát obhájil ve volbách roku 1885, volbách roku 1891 a volbách roku 1897. Rezignace byla oznámena na schůzi 18. října 1899. Pak ho nahradil Alfred Skene II. Ve volebním období 1879–1885 byl zmiňován jako hrabě Sigismund Berchtold, c. k. tajný rada, komoří a statkář, bytem Buchlovice. Zasedal v komisi pro státní dluhy. Zastával funkci viceprezidenta privilegované rakousko-uherské společnosti státní dráhy a byl předsedou konsorcia moravské transversální dráhy. Ministerstvo orby ho vyslalo jako zástupce pro chov koní na Moravě.
Uvádí se jako konzervativní šlechtic. List Das Vaterland ovšem po volbách v roce 1879 napsal, že ze čtyř konzervativních velkostatkářů zvolených na Moravě jen Egbert Belcredi je zároveň státoprávně orientován (tedy podporuje český státoprávní program), zbylí tři (včetně Berchtolda) nejsou státoprávně vyhranění. Po volbách do Říšské rady roku 1885 se uvádí jako člen Coroniniho klubu, oficiálně nazývaného Klub liberálního středu, který byl orientován vstřícněji k vládě Eduarda Taaffeho. V roce 1890 se uvádí jako poslanec bez klubové příslušnosti. Po volbách roku 1891 je řazen do Strany středu. Po volbách roku 1897 patřil do klubu Strany středního velkostatku.
Zemřel v březnu 1900 po dlouhé nemoci.